# Counseling
Counseling (soms ook wel als counselling geschreven) is een laagdrempelige vorm van (emotionele) hulpverlening. Letterlijk vertaald uit het Engels betekent het raadgeven. Het doel van counseling is het helpen van mensen bij:
- het oplossen of hanteren van problemen
- het vinden van antwoorden op vragen
- het benutten van ongebruikte mogelijkheden
- het ontwikkelen van kennis en vaardigheden

Counseling is resultaatgericht en pragmatisch van aard. Het gaat er om dat een cliënt doelen gaat formuleren en gaat handelen om deze doelen te bereiken.

## Achtergrond
Mensen gaan naar een counselor bij problemen en vragen met emotionele (psycho-sociale) achtergronden. Waar counseling vandaan komt wordt hieronder uitgelegd. 

### Humanistische invalshoek
Counseling is in oorsprong gebaseerd op de humanistische psychologische stroming. Carl Rogers is een spilfiguur binnen deze invalshoek. Grofweg stelt hij dat mensen geholpen worden als de hulpverlener qua houding aan vier voorwaarden voldoet:
- Empathie
- Onvoorwaardelijke acceptatie
- Congruentie
- Betrouwbaarheid

#### Empathie
Empathie is iets anders dan sympathie. Sympathie staat namelijk voor medelijden, medeleven en mededogen. Empathie staat voor 'de wil om te begrijpen'.
N.B. Empathie wordt vaak als synoniem beschouwd aan het woord 'inlevingsvermogen'. Toch gaat empathie verder dan dat. Bij empathie reflecteer je namelijk het verkregen begrip. Met andere woorden: via empathie wíl je de ander begrijpen waarna je dat begrip actief terugkoppelt naar de ander. Op die manier weet en voelt de ander dat je hem/haar wilt begrijpen (en ook daadwerkelijk begrijpt).
Rogers stelde dat een cliënt niets heeft aan sympathie; een cliënt kan namelijk niks met een uitspraak van een hulpverlener die zegt:"Goh, wat erg voor je." Rogers vond dat je als hulpverlener de cliënt moet willen begrijpen en dat begrip ook moet teruggeven aan de cliënt. Met andere woorden; een cliënt heeft meer aan een hulpverlener die zegt:"Ik begrijp dat dit bij jou enorm veel pijn doet."
De reden waarom Rogers dit stelde, ligt in het feit dat de humanistische psychologische stroming ervan uitgaat dat mensen een oerdrang hebben tot groei (tot ontwikkeling). Als 'groei' wordt belemmerd, dan ontstaan er volgens Rogers problemen. Door begrip te hebben voor de cliënt (en door dit begrip te uiten naar de cliënt), ontstaat er bij de cliënt inzicht in zijn of haar blokkades. Vervolgens ontstaat er begrip voor zijn of haar remmingen en kan de cliënt daarmee aan de slag.
Empathie richt zich voornamelijk op de emotionele ervaring en beleving van de cliënt. Als een cliënt deze gevoelens gaat herkennen en gaat erkennen, wordt het voor de cliënt mogelijk om vanuit dat inzicht problemen te lijf te gaan of vragen te beantwoorden.
Als de hulpverlener dus op gevoel reflecteert en begrip heeft voor de emoties en belevingen, helpt dit de cliënt om zich te concentreren (focussen) op zijn of haar eigen innerlijke ervaringen. Dit levert de nodige herkenning en erkenning op; belangrijk bij het oplossen van problemen of het vinden van antwoorden op vragen.

#### Onvoorwaardelijke acceptatie
Het tweede aspect dat Rogers belangrijk vond, is onvoorwaardelijke acceptatie. Dit is niet zozeer gericht op het gedrag van de cliënt. Het is juist gericht op de gedachten, gevoelens en belevingen van de cliënt.
Rogers ging ervan uit dat mensen met problemen geblokkeerd worden in de persoonlijke groei en ontwikkeling. Deze blokkades worden vaak gevormd door gevoelens van schaamte. Als een hulpverlener alle gedachten, gevoelens en belevingen van een cliënt accepteert, leert een cliënt dat hij z'n eigen gedachten, gevoelens en belevingen ook mag accepteren. Hierdoor drukt de cliënt zijn gedachten, gevoelens en belevingen niet meer weg, maar is hij open naar zijn eigen 'zijn'.
Als deze openheid aanwezig is, is het voor de cliënt mogelijk om zijn persoonlijke groei en ontwikkeling te hervatten.

#### Congruentie
Het derde aspect dat Rogers belangrijk vond, is congruentie. Deze term slaat op het 'echt' zijn van de hulpverlener tegenover de cliënt. Dat betekent dat een hulpverlener oprecht moet zijn in hetgeen hij verbaal en non-verbaal aan zijn cliënt vertelt.
Rogers ging ervan uit dat mensen met problemen niet meer congruent door het leven gaan. Wat ze innerlijk denken, voelen en beleven; dat uiten ze niet naar buiten toe. Daarentegen uiten zij gedachten, gevoelens en belevingen die door de omgeving zijn ingegeven. Met andere woorden; ze gedragen zich zoals zij denken dat anderen willen dat zij zich gedragen.
Om cliënten duidelijk te maken dat de 'innerlijke persoon' en de 'uiterlijke persoon' identiek kunnen en mogen zijn, moeten hulpverleners volgens Rogers zelf congruent zijn. Pas dan leren cliënten dat dit ook voor hen zelf geldt. Met andere woorden; Rogers stelde dat als de hulpverlener congruent gedrag vertoont naar zijn cliënt, de cliënt als vanzelf leert om ook congruent gedrag te vertonen.

### Kritische noot
De trias van Rogers (empathie, onvoorwaardelijke acceptatie en congruentie) is tegenwoordig binnen elke psycho-therapeutische school ingeburgerd. Het is immers bewezen dat de trias van Rogers helpt om:
- een therapeutische relatie op te bouwen
- inzichten bij de cliënt te bevorderen
- een basis te creëren om persoonlijke veranderingen te realiseren

Alleen, de trias van Rogers is niet het enige dat nodig is om mensen met problemen te helpen. Niet voor niets bestaan er zeer veel psycho-therapeutische scholen, psychologische modellen en hulpverleningsmethoden.
Counseling erkent dit. Vandaar dat ze gebruikmaakt van verschillende (psychologische) theorieën, invalshoeken en methoden. Alles met het doel om aan te sluiten bij de cliënt en om hem/haar zo goed mogelijk met diens problemen en vragen bij te staan. Deze pragmatische manier van werken is dus eclectisch van aard.

### Counseling en psychotherapie
Counseling heeft veel raakvlakken met psychotherapie. Zo worden verschillende inzichten uit de psychotherapie toegepast, met als doel om problemen op te lossen of te verlichten en om vragen te beantwoorden.
Toch is counseling (met nadruk) geen psychotherapie. Zo houdt counseling zich niet bezig met psychiatrische stoornissen of zware psycho-sociale problematieken. Daarbij richt counseling zich primair op het 'hier-en-nu'.
Counseling is daarom ideaal:
- bij problemen met een (lichte) psycho-sociale achtergrond; denk aan aanhoudende stress, een gevoel van niet gelukkig zijn of aan het niet optimaal kunnen functioneren
- om inzichten te verkrijgen in (levens)vragen; denk aan vragen over het nut van het eigen bestaan, waarnaartoe te willen in het leven of aan onzekerheid of men 'goed bezig is'

Counseling richt zich dus op problemen en vragen met een (lichte) psycho-sociale achtergrond, waarbij er geen sprake is van een psychiatrische stoornis. Dit lijkt wellicht een klein werkgebied. Toch vallen de meeste problemen en vragen binnen dit veld.

### Counseling en maatschappelijk werk
In de reguliere zorg is het Algemeen Maatschappelijk Werk de meest laagdrempelige instantie voor maatschappelijke en psycho-sociale zorg. Deze zorg is niet geheel te vergelijken met counseling. Het verschil is soms niet erg helder en zit 'm voornamelijk in het feit dat:
- het maatschappelijk werk meer omvat dan alleen psycho-sociale hulpverlening
- de accenten bij het maatschappelijk werk anders liggen dan bij counseling

#### Meer dan psycho-sociale hulpverlening
Het maatschappelijk werk heeft samengevat vier kerntaken:
- psycho-sociale hulpverlening
- concrete en informatieve hulpverlening
- onderzoek en rapportage
- signalering, belangenbehartiging en preventie

Counseling heeft feitelijk één kerntaak; psycho-sociale hulpverlening. Deze zorg is erg op het individu en diens beleving gericht. Het gaat bij counseling dan ook om het:
- verkrijgen van inzichten in het eigen denken, voelen, handelen en beleven
- optimaal benutten van (tot nu toe) ongebruikte mogelijkheden
- ontwikkelen van kennis en vaardigheden om het functioneren te verbeteren

#### Accentverschillen
Het werkgebied van het maatschappelijk werk omvat dus meer dan het werkgebied van counseling. Daarbij zijn de methoden qua psycho-sociale hulpverlening vaak anders.
Het maatschappelijk werk biedt namelijk actieve begeleiding bij het feitelijk doen. Binnen het maatschappelijk werk is het dan ook niet ongebruikelijk dat er soms wordt gehandeld voor de cliënt (bijvoorbeeld hulp bij het invullen van formulieren of bij het aanvragen van een en ander).
Binnen counseling is het hoogst uitzonderlijk dat de counselor handelt voor de cliënt. Counseling werkt vanuit het principe dat de cliënt zelf handelt; de counselor biedt via gesprekken begeleiding bij 'het doen', maar 'doet' zelf niets voor de cliënt.
Daarbij ligt het accent binnen het maatschappelijk werk (als het gaat om de psycho-sociale hulpverlening) voornamelijk op de ontwikkeling van de zelfredzaamheid van het individu en het functioneren binnen zijn/haar eigen sociale omgeving.
Natuurlijk geldt dit ook bij counseling; zelfredzaamheid en de relatie tot de omgeving is ook binnen counseling van grote waarde. Alleen ligt het accent bij counseling meer op de 'innerlijke reflectie' en 'innerlijke groei'. Denk hierbij aan het beter leren kennen van jezelf, aan het leren omgaan met de eigen (negatieve) emoties en aan het leren omgaan met persoonlijke problemen en vragen.

### Eigen keuze
Te allen tijde is de cliënt zelf de enige persoon om te bepalen welke hulp en/of werkwijze voor hem/haar de beste is. Niemand kan dat voor een individu bepalen als alleen het individu zelf!
De keuze van de cliënt is natuurlijk afhankelijk van de informatie die een cliënt tot zijn/haar beschikking heeft. Voorlichting is daarom van groot belang. Of een cliënt nu bij een counselor, maatschappelijk werker of psychotherapeut komt; een cliënt behoort goed geïnformeerd te worden over alternatieve mogelijkheden binnen de hulpverlening.

## De hulpverlening
Counseling is vooral curatief (helend) van karakter en legt het de nadruk op de emotionele aspecten van problemen en vragen. Een counselor is een laagdrempelige hulpverlener bij problemen en vragen met emotionele (psycho-sociale) achtergronden. Hoe de hulpverlening door de counselor in z'n werk gaat wordt hieronder globaal beschreven.

### Intake
Als een cliënt naar een counselor gaat, wordt het eerste gesprek een intakegesprek genoemd. Tijdens dit gesprek:
- maakt de cliënt kennis met de counselor
- wordt de werkwijze van counseling besproken
- worden de randvoorwaarden van een traject besproken
- wordt 'in aanzet' het probleem of de vraag besproken

Een intakegesprek is dus erg relevant voor zowel de cliënt als de counselor. Zo moet het 'klikken' tussen de cliënt en de counselor. Zo moet de hulpverlener uitleggen hoe hij te werk gaat en moet de cliënt akkoord gaan met deze manier van werken. De counselor moet checken of de hulpvraag van de cliënt binnen zijn competenties valt. Anders moet hij de cliënt doorverwijzen naar andere hulpverlening. En zo zijn er meer belangrijke zaken die tijdens een intake moeten worden besproken.

### Counselingstraject
Afhankelijk van het intakegesprek wordt er een counselingstraject opgestart. Een dergelijk traject bestaat uit individuele gesprekken van één tot anderhalf uur.
Counseling is een gestructureerd proces naar verbetering:
- Als eerste worden de problemen/vragen geïnventariseerd.
- Ten tweede worden er doelen bepaald.
- Ten derde wordt er een strategie opgesteld om de doelen

daadwerkelijk te realiseren.
Bij het uitvoeren van het gekozen stappenplan vormt de counselor continu een klankbord. Dat is belangrijk. Want ondanks dat verbetering positief is, blijkt verandering meestal angsten op te roepen. Een counselor is zich hiervan bewust. Via overleg wordt de cliënt daarom continu op maat gestimuleerd om de gewenste verandering(en) te realiseren.

### Afronding
Een counselingstraject is relatief kortdurend. Een gemiddelde is moeilijk te geven. Een traject kan namelijk uit 3 sessies bestaan, maar ook uit 25 sessies. Dit is volledig afhankelijk van het probleem, de vraag, de omstandigheden et cetera.
Voorop staat dat de cliënt nut moet ervaren van een traject. Is dat nut niet aanwezig, dan gaat de counselor daarover in gesprek met de cliënt. Hij kan dan het advies geven om door te gaan met een traject, of om het traject af te sluiten. Te allen tijde is de cliënt baas over zijn eigen traject. Hij/zij is degene die een traject aangaat en ook stopt.

## Ethische code
Een goede counselor werkt altijd volgens een ethische code waarnaar hij counseling aanbiedt. Deze code omvat grofweg 6 belangrijke basiselementen:
1) Verantwoordelijkheid
Tijdens het counselen moet de counselor al het mogelijke doen om de veiligheid van zijn cliënt te garanderen. Counseling is een vorm van hulpverlenen. Uitbuiting, in wat voor vorm dan ook, is nooit toegestaan. Ongeacht de setting of het counselingstarief; de counselor moet altijd werken volgens de hoogste ethische standaard.
2) Anti-discriminatieregels
De counselor moet zicht bewust zijn van zijn eventuele vooroordelen en stereotiepe opvattingen. De counselor moet ervoor zorgen dat hij een anti-discriminerende houding en gedrag heeft.
3) Vertrouwelijkheid
De counselor moet op het hoogste niveau vertrouwelijkheid bieden, omdat hij de privacy van zijn cliënten respecteert. Hierdoor bouwt de counselor de vertrouwensband op die noodzakelijk is voor het counselen.
4) Contracten
De counselor moet de condities en voorwaarden -waaronder hij counseling aanbiedt- vooraf aan zijn cliënt duidelijk maken. Bij tussentijdse verandering hiervan, moet de counselor vooraf met de cliënt overeenstemming bereiken.
5) Grenzen
Tijdens en rond de counselingsrelatie moet de counselor duidelijke grenzen stellen en in acht nemen. Hij moet altijd rekening houden met de effecten van overlappende, dubbele en/of al bestaande relaties.
6) Competentie
De counselor moet al het mogelijke doen om de kwaliteit van zijn werk te controleren, zijn eigen competenties te verbeteren en om steeds binnen de grenzen van zijn competenties te werken. De counselor moet regelmatig gebruikmaken van geschikte supervisie en/of intervisie.